# Batalla de Alfarrobeira
La batalla de Alfarrobeira fue el encuentro librado entre el joven rey Alfonso V y el Infante Don Pedro su tío, el 20 de mayo de 1449, junto a la ribera de Alfarrobeira, en Vialonga, cerca de Alverca. Al principio del año de 1448, aconsejado por su tío bastardo Alfonso, Duque de Braganza, por el Conde de Ourém y por el arzobispo de Lisboa, decidió Alfonso V apartar del gobierno del reino, a su tío, que abandonó la corte, bajo pretexto de administración de sus tierras y se instaló en la casa ducal de Coímbra.
La intriga surtió efecto en el espíritu del monarca que no atendió las tentativas de reconciliación ni del propio Don Pedro, que le escribió renovando su obediencia y defendiéndose de las calumnias, ni del Infante Don Enrique y del conde de Avranches, que pretendían evitar el drama.
El rey escribe a final de este año al duque de Braganza requisitándole a la corte pero acompañado de escolta una vez que tendría que atravesar las tierras de Coímbra. Don Pedro, sabedor de la venida de su enemigo, prohibele la pasada por sus tierras y es considerado súbdito desleal al rey. Luego se publican edictos contra el Infante y sus aliados y el rey embiste, con sus tropas,
en la tentativa de someterlos, instalándose en Santarém; a su vez Don Pedro desciende de Coímbra en dirección a Lisboa y encuentra las tropas reales en el lugar de Alfarrobeira, en Vialonga.
Trabada la batalla, las tropas del monarca salen victoriosas y el Infante muere en el combate y con él varios hidalgos que le acompañaban, entre ellos su "brazo derecho", Don Álvaro Vaz de Almada.
Fue general la reprobación europea, ante la conducta de Alfonso V, y Doña Isabel de Portugal, Duquesa de Borgoña, recoge en la corte de Borgoña los sobrinos huérfanos Don Jaime, más tarde arzobispo de Lisboa y cardenal, Don Pedro, más tarde conde de Barcelona, Don Juan, futuro príncipe de Antioquía y Doña Isabel.
En resumen, Alfarrobeira representa el triunfo de la corriente señorial sobre los principios de centralización regia que ya anuncian la Edad Moderna. Sin embargo, cabe recordar que este choque, en parte, fue un conflicto entre la altura de dos grandes casas señoriales, Coímbra y Braganza, en una disputa originada en los inicios de la Regencia, poco después de la muerte del Rey Eduardo.